# Leif Blomqvist
Leif Geoffrey Blomqvist, född 20 mars 1937 i Vasa, är en finländsk diplomat.
Blomqvist avlade juris kandidatexamen 1965. Han inledde sin karriär som attaché i Etiopien 1967–1970 och tjänstgjorde på 1970-talet bland annat i Genève. Han var 1980–1984 byråchef vid utrikesministeriet och ledde 1985–1990 Finlands representation vid EG i Bryssel, dit han återvände som ambassadör (Belgien, Nato och WEU) för perioden 1996–2002. Åren 1991–1996 var Blomqvist ambassadör i London.